# Sous la meule de Dieu et autres contes de Joseph Malègue
Sous la meule de Dieu et autres contes de Joseph Malègue est le recueil, publié en 1965 aux éditions du Chalet à Lyon par Jean Lebrec, des trois plus importants contes ou nouvelles de Joseph Malègue : La Mort d'Adam, Celle que la Grotte n'a pas guérie et Sous la meule de Dieu,
.
Ce texte, achevé en août 1940, est le dernier que Malègue ait écrit avant sa mort : il raconte l’histoire d’un avocat de Nantes, à jamais meurtri par la perte de son fils, « grièvement blessé lors des combats de juin […], et qui mourra comme un saint ».
Lebrec les commente dans sa présentation du recueil, et édite quatre autres nouvelles, très courtes, dans L'Art de la nouvelle chez Joseph Malègue : L'Orage, La Pauvreté, Rêverie autour de la peine de mort et Notes d'urbanisme moral, qu'il commente longuement (70 pages).
De plus, Malègue est l'auteur d'une huitième nouvelle qui sera insérée dans Pierres noires : Les Classes moyennes du Salut, roman posthume. Cette œuvre est censée être une « Relation écrite en sa prison de Feurs, par Henri Casimir du Montcel ci-devant président du Présidial de Riom en Auvergne, jugé, massacré et enterré dans la fosse commune de Feurs en juillet 1794 ». L'auteur de la « relation » est un ancêtre d'André Plazenat personnage du roman, qui enseigne le droit à Paris. L'enseignant confie le manuscrit à Jean-Paul Vaton, le narrateur-héros, pour qu'il en établisse une copie. Ce document doit servir à l'élaboration d'une étude sur les tribunaux révolutionnaires.
Dans le chapitre de Pierres noires intitulé, comme la nouvelle, La Révolution, Jean-Paul Vaton fait part de ses impressions sur ce qu'il retranscrit.

## Genèse et édition des différentes nouvelles

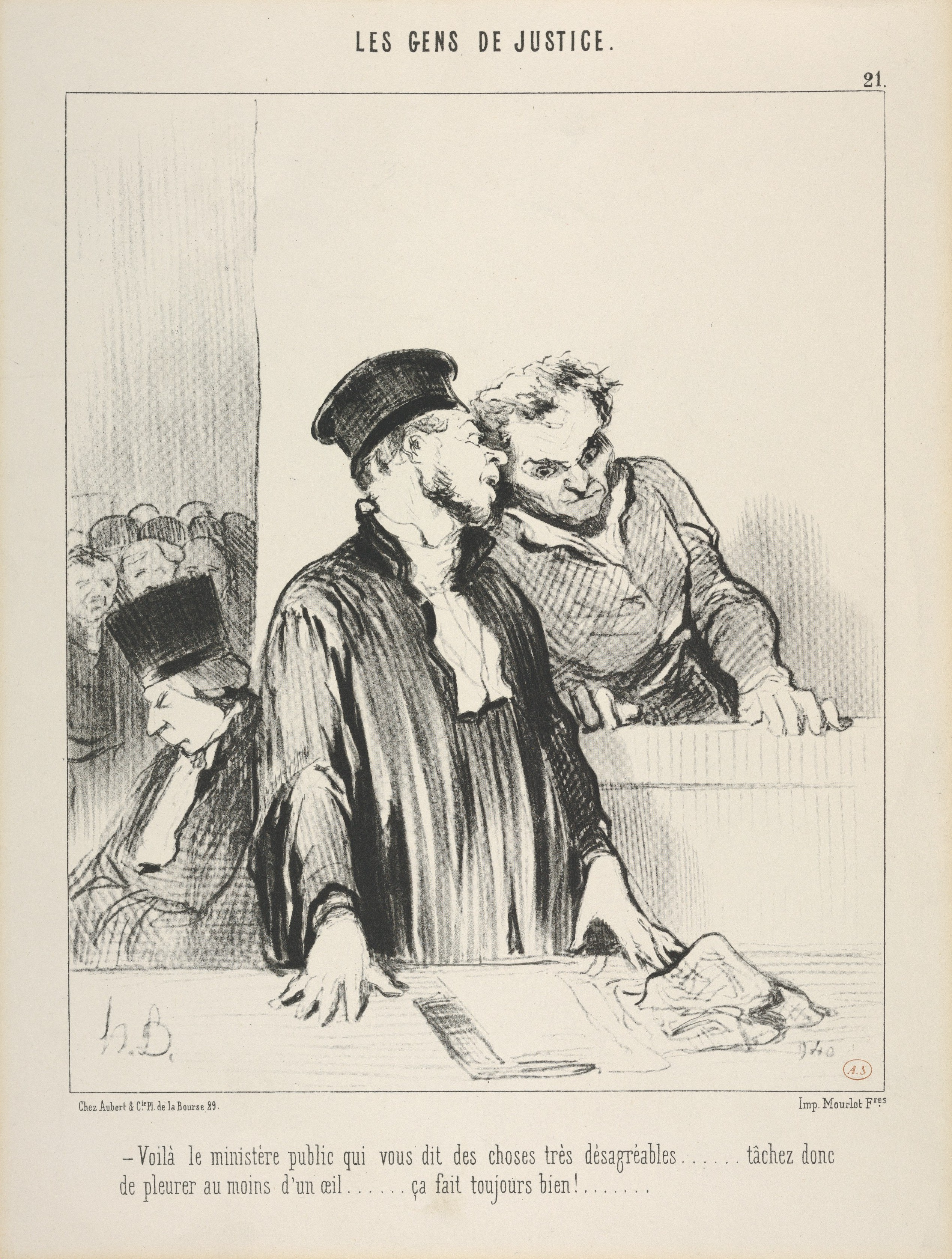
Caricature de Daumier : Gens de Justice 1846 : « Voici le ministère public qui nous dit des choses très désagréables... tâchez donc de pleurer. »

L'Orage est le premier texte paru de Joseph Malègue. L'Idée nationaliste et régionaliste le publie en avril 1903. Claude Barthe remarque qu'on croit souvent que Malègue a commencé avec Augustin ou Le Maître est là « mais il n'en était pas à son soup d'essai et avait déjà publié des nouvelles très dramatiques ( L' Orage, La Révolution). » La revue s'occupe surtout de politique, mais Charles Vildrac, Charles le Goffic, notamment, y collaborant, cette ouverture à la littérature permet à Malègue d'y être accueilli.
En 1911, ce dernier entreprend une thèse sur les dockers de Londres. Cette amère expérience de la misère et de sa propre gêne explique qu'il « se délivre d'un poids intérieur » en rédigeant La Pauvreté, jamais publiée car « confession déguisée. »
Les deux nouvelles sont publiées par Jean Lebrec en 1969.
La Mort d'Adam, sans doute écrite en 1922, reste également inédite jusqu'en 1965, lorsque les éditions du chalet l'insère dans un recueil intitulé Sous la meule de Dieu et autres contes de Joseph Malègue. La Révolution, composée à la même période, a d'abord eu une existence indépendante : plusieurs fois remaniée elle se voit finalement intégrée dans Pierres noires : Les Classes moyennes du Salut.
Celle que la Grotte n'a pas guérie a été elle aussi publiée aux éditions du chalet en 1965, après avoir transitée par la revue Sept) les 19 et 26 avril 1935 et été insérée en 1939 dans le recueil Pénombres.
Rêverie autour de la peine de mort, également parue dans Sept le 21 juillet 1934 avec des lithographies de Daumier sur les gens de Justice, est reproduite en 1969 dans L'Art de la nouvelle selon Joseph Malègue de Lebrec.
Notes d'urbanisme moral, préalablement publiée le 25 juillet 1934 dans La Vie intellectuelle, est incluse dans l'édition savante de Lebrec en 1969.
Sous la meule de Dieu, la plus longue des nouvelles que Malègue ait écrites, donne son titre au recueil des éditions du chalet en 1965. Elle avait déjà paru dans le quatrième numéro de la revue Construire à la fin de 1943.

## Résumé des nouvelles

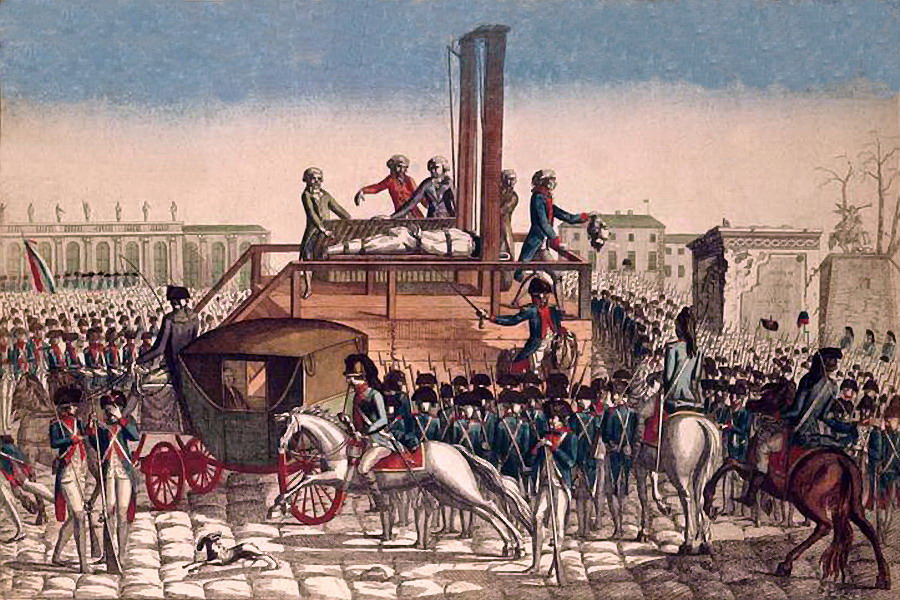
Exécution de Louis XVI

Dans L'Orage, deux jeunes gens discutent d'un ami plus âgé mort dans un orage voici peu. Le premier, chez lui, explique au second ce qu'a fait le vieil homme au balcon de sa maison, lui rapportant des poèmes qu'il écrit face aux éclairs. Le dernier le tue. La nouvelle se termine par la lecture des trois poèmes.
Dans La Pauvreté, un étudiant pauvre s'efforce de vivre stoïquement face à son dénuement. Il se lie d'amitié avec René Tolknine, étudiant polonais plus pauvre encore, qui considère que son sort est comme une invite à l'abandon en Dieu. Il meurt lors d'une absence prolongée de Michel. Le concierge que ces locataires sans le sou n'intéressent guère, n'a pas gardé la lettre destinée à Michel. Il peut se passer de son message, pense-t-il, car : « je sens son âme si près de moi. »
Dans La Mort d'Adam, le personnage éponyme est « le seul à savoir un jour qu'il mourra » ; le seul qui a entendu la malédiction de Yahweh après la faute (« tu retourneras au sol, puisque tu en fut tiré » (Genèse, III, 19)) ; le seul qui aperçoit les approches de sa mort. Car ces hommes qui vivent des siècles n'ont été témoins « que de morts accidentelles. » Peu avant l'échéance, apparaît une jeune femme très belle, descendante de Caïn et vivant au sein d'une autre horde. Elle finira par entraîner avec elle un membre de la horde d'Adam lorsque ce dernier mourra.
La Révolution met en scène au cœur d'une prison révolutionnaire improvisée de l'an II (une grange dans la ville de Feurs). Pour Léon Émery, cette nouvelle devient le « sublime chapitre intercalaire de Pierres noires qui nous transporte dans les cachots de la Terreur et recrée un climat religieux très semblable à celui qui enveloppe l'aventure des Carmélites de Compiègne , si bien connue aujourd'hui grâce à Gertrud von Le Fort, puis à Bernanos »
Un prêtre et son cousin président du Présidial de Riom, en passe d'être fusillés, y dissertent sur l'appel à la sainteté que constituent d'elles-mêmes les périodes troublées : il y a là quelque chose de l'implacable « déterminisme dans lequel les classes moyennes [« le gros de l'humanité selon Moeller»] sont prises comme dans une barque ensablée. » L'épisode dans un roman apparemment détaché de l'actualité est écrit« alors que la Révolution ruse passait par des phases tyranniques et sanglantes. »
Malègue  « « a relu Durkheim » à travers le persinnage de l'abbé Le Hennin  . » Hommes et femmes sont, explique-t-il « parqués en de grands corps aux puissantes structures, des cités, des royaumes avec leurs immenses traditions, mais aussi moins visibles [...] des commerces, des métiers et les mille habitudes enchevêtrées, nées des richesses ou des pauvretés. » Ce qui détermine, quasi totalement, leurs destins, leurs convictions religieuses ou irréligueses.
Celle que la Grotte n'a pas guérie raconte l'amitié de Jeannette et Noémi (dont les mamans sont également amies). Élégante vendeuse, Noémi se retrouve brusquement presque totalement paralysée, veillée d'abord par sa mère et ensuite par Jeanette pour des raisons que celle-ci ne s'explique pas mais qui la maintiendront aux côtés de la malade jusqu'à sa fin, cette dernière acceptant peu à peu son état.
Dans Rêverie autour de la peine de mort, Malègue (qui a été avocat, rappelle Lebrec), décrit un procès d’assises ayant à connaître d’un meurtre crapuleux tournant à la joute sportive entre un avocat brillant et ses adversaires ou le jury. La morale de l'histoire est que demeure indispensable en une telle affaire « qu’on découvre un terrain de lutte adapté à des combats âpres, sportifs et incertains, suffisamment passionnants. »
Dans Notes d’urbanisme moral, un homme se promène dans une ville où un nouveau quartier ouvrier a été édifié avec déjà son cimetière. Il prend en compte tout le déterminisme social encadrant ces aménagements qui façonnent l’âme collective des différents groupes de la ville, les gens résidant dans la ville ancienne et ceux du nouveau quartier.

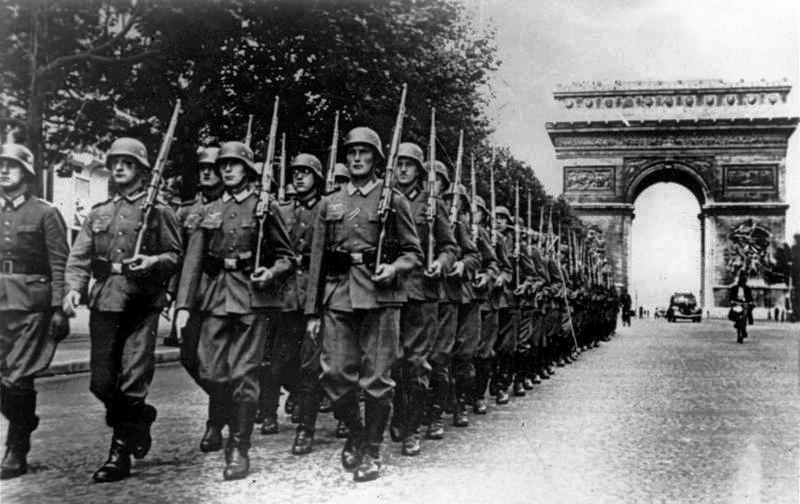
Soldats allemands paradant sur l'avenue des Champs-Élysées, le 14 juin 1940.

La vérité se révèle à lui, écrit Lebrec, « en longeant le cimetière », puisque — reprise du texte original de Malègue — nous sommes sujets à la « mortelle rupture que nous connaissons bien » et qui nous rend à la vérité de nous-mêmes dans le face-face avec Dieu.
Sous la meule de Dieu est un conte composé par un homme au seuil de la mort (Joseph Malègue frappé d’un cancer dont il apprend qu’il est incurable peu après le désastre de mai-juin 1940). L’écrivain peut ainsi emprunter « à l’inventaire de son propre cœur », l’histoire d’un vieux bâtonnier, chrétien de convention, contrarié par la vocation d’un fils qui devient prêtre, combat dans les blindés, est blessé et hospitalisé dans la ville où réside son père. Ce dernier assiste à la mort de son fils en saint, ce qui le décide à rompre avec les valeurs bourgeoises qui l'avaient jusqu'alors habité.

## Structure narrative et style
Malègue utilise divers procédés d'introduction aux nouvelles, ce qui va rejaillir sur leur structure narrative, la plus ou moins grande intensité de l'action qui s'y déroule, pense Lebrec. En ce qui concerne le style : « L'art subtil de la nouvelle trouve dans la langue de Malègue une autre bonne alliée. Récitative, monocorde par nature la langue de l'écrivain se refuse en effet à l'outrance bien que les récits soient curieusement écrits presque dans des styles différents. »

### Structure narrative

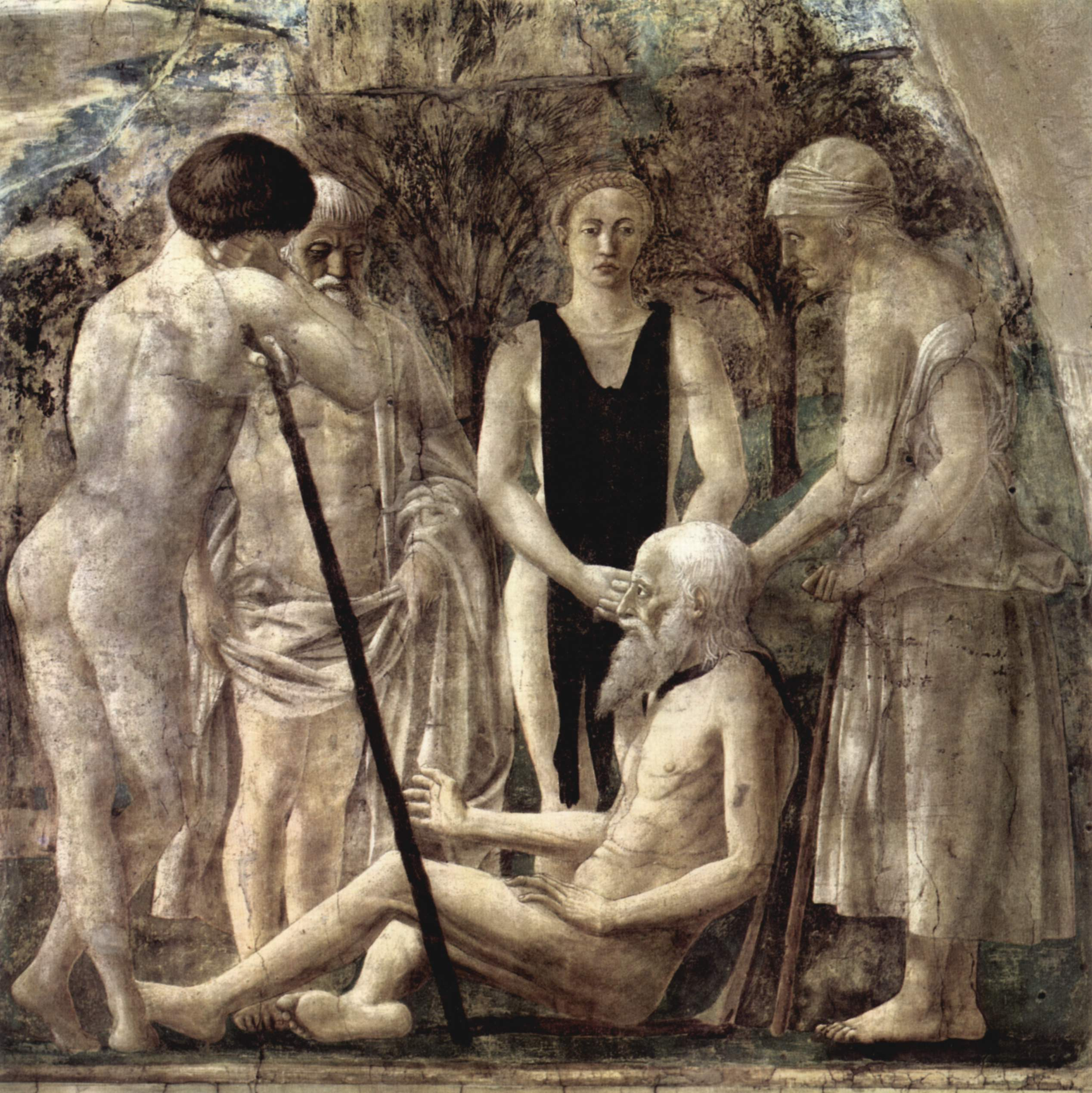
Piero della Francesca, La Mort d'Adam.

En vue de donner l'impression de la réalité, l'écrivain présente parfois lieux et personnages :« à la façon d'un observateur privilégié, il le fait rapidement. ». Comme par exemple pour La Pauvreté avec la description de la chambre d'étudiant pauvre de Michel qui nous met directement en face de son problème.
La Mort d'Adam s'ouvre sur la présentation du personnage éponyme porté par ses descendants dans une litière sur les pistes des nomades. Celle que la grotte n'a pas guérie décrit d'emblée la chambre du personnage principal, mademoiselle Noémi, habitant une vieille maison de province avec sa mère puis les relations des deux femmes avec une autre jeune femme et sa mère. Il en va de même pour Rêverie autour de la peine de mort et pour Notes d'urbanisme moral bien que, dans ces deux textes, l'action est réduite au minimum, ce qui n'en fait que des ébauches de nouvelles.
La conversation entre les deux jeunes gens amis du vieil homme mort foudroyé dans L'Orage est une façon d'entrer en matière « également précipitée. »
Dans Sous la meule de Dieu, le héros tient un journal et le lecteur peut vite supposer que « la guerre pourrait bouleverser la vie de son fils et la sienne propre<. » Pour La Révolution, le narrateur-héros de Pierres noires doit faire une copie de la relation des graves événements qui ont affecté les personnages d'un récit datant de l'l’an II, à la fin duquel ils sont fusillés, le document ayant été découvert dans leurs archives familiales.

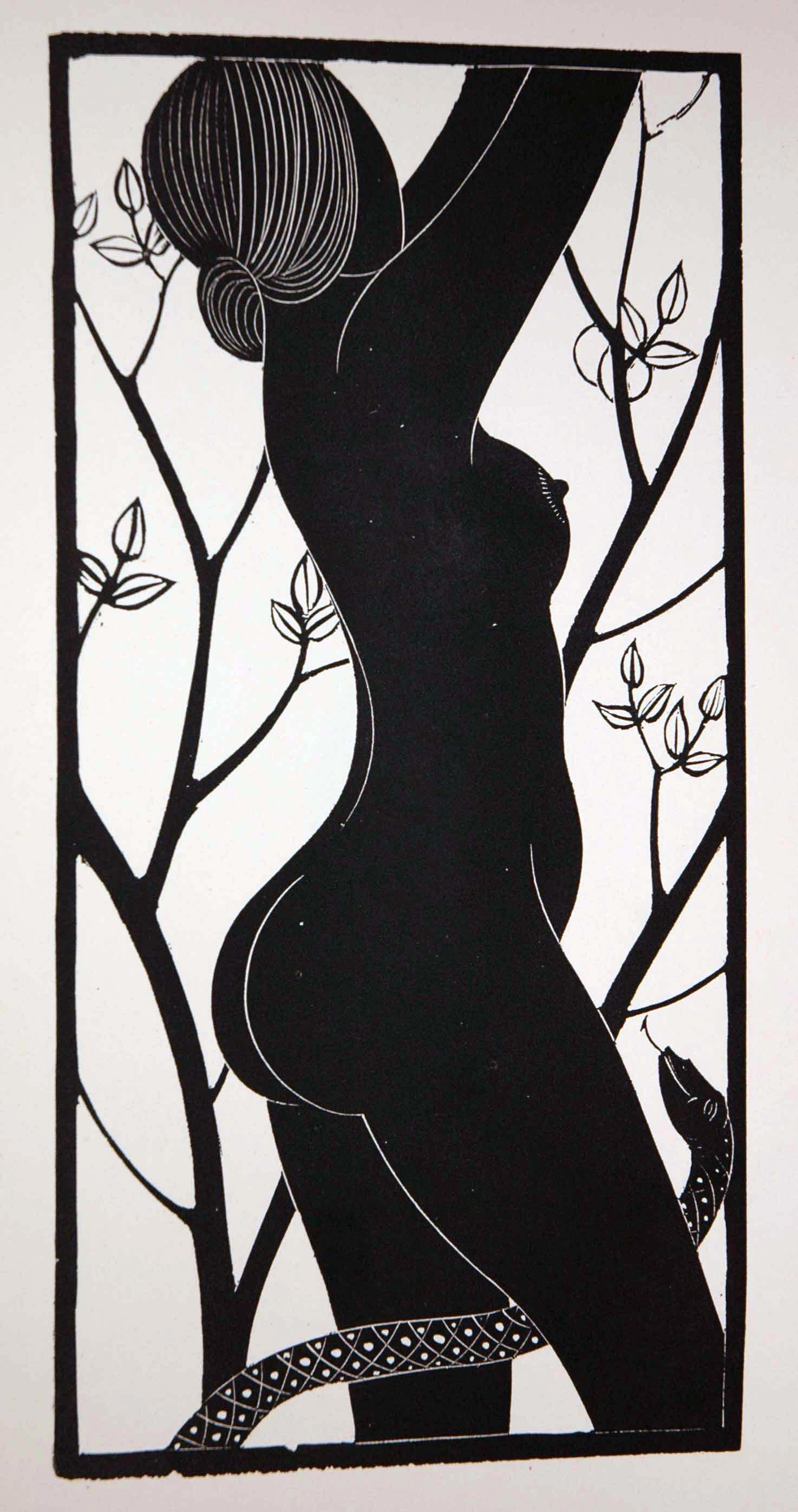
Ève par Eric Gill 1929. Portrait de la « fille des hommes » dans La Mort d'Adam, descendante de Caïn Très grande, autant que les hommes les plus hauts de la horde, beaucoup plus mince, balancée comme une longue liane.

Dans L'Orage « l'incident inattendu de l'homme foudroyé à un balcon. » révèle un sens de l'action qui se retrouvera à ce point que dans les dernières nouvelles. Cette nouvelle possède aussi la caractéristique propre à une nouvelle façon d'écrire avec « l'empiètement du descriptif sur le narratif à l'échelle modeste d'une nouvelle », chose caractéristique de Proust mais « avant que le style de Proust ne se soit révélé dans des publications célèbres. Sauf dans La Fin de la jalousie du recueil Les Plaisrs et les jours, mais les métaphores de L'Orage sont d'une toute autre inspiration ou dans ses romans en général selon Louis Estève parce que là où Proust dans sa « super-analyse évocatrice » il y a quelque chose de mécanique, Malègue, lui, introduit « une âme dans chaque détail. »
Selon Zofia Litwinowicz, « Il sera exagéré de parrler de « l'influence  » de Proust ou de conidérer Malègue commer l'épigone de Proust ». Elle cite Léopold Levaux qui explique Malègue lui avait confié qu'il écrivait comme Proust avant qu'il n'éclate en 1919. L'Orage a quelque analogie avec le héros de Proust qui dans Du côté de chez Swann, décrit sur une feuille de papier les clochers de Martinville dans la voiture en marche du docteur Perceiped, puisque que cette nouvelle raconte aussi l'histoire de l'écriture d'un poème et que c'est « un récit symboliste sur la dialectique entre le sensible et le transcendant, [qui] a été publiée en 1903, avant que Proust n'atteigne la célébrité. »
Ce sens de l'action est quasiment absent de Rêveries autour de la peine de mort ou Notes d’urbanisme moral. Malègue se dégage difficilement d’une même tendance à réduire l’action dans La Mort d’Adam, mais, ici, il s’intéresse surtout à la dimension psychologique d’existences jamais confrontées à d’autres morts que les morts accidentelles et non par usure. Cependant l’action est double.
Il arrive que l’attention glisse du personnage d’Adam à celui de la très belle étrangère, descendante de Caïn, qui entraînera dans sa tribu un garçon d’entre les « fils de Yahweh », la tribu d’Adam. Pour Lebrec cet épisode n’a rien d’adventice et signifie que le mal gagne avant même la mort du grand ancêtre.
Le problème pour Malègue est d’atteindre à un équilibre entre le rythme de la nouvelle, qui doit être soutenu, et les développements réflexifs ou oratoires qui risquent de lasser.
Par exemple dans La Révolution les développements de l’abbé Le Hennin constituent la moitié de la nouvelle (les réflexions chrétiennes sur des temps où tout semble s’effondrer que, prisonnier comme lui des révolutionnaires, il confie à son cousin).
Mais par ailleurs ces développements oratoires « accusent par la place qu’ils remplissent, le vide et la lenteur des jours, qui s’étirent dans l'inquiétude, » dans la grange, lieu clos où les prisonniers des révolutionnaires sont enfermés en plein été dans une chaleur étouffante et sans voir le soleil.

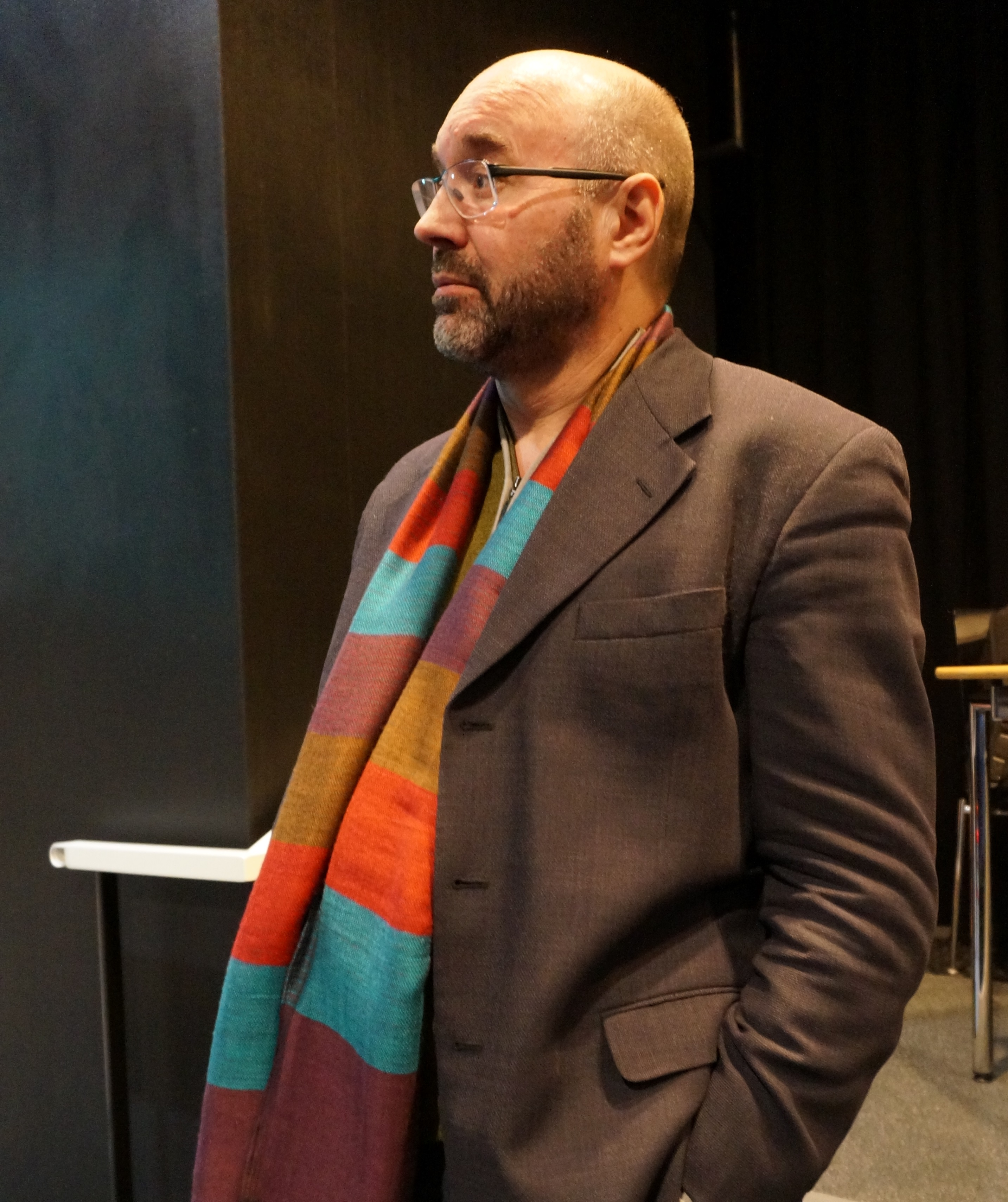
Pour Frédéric Gugelot, Malègue annonce les prêtres ouvriers, quand il parle d'apostolat pour zone rouge, pour âmes rongées de plaies terrestres, ou d'évangélisation des pauvres forcés par les pauvres volontaires dans La Vie catholique. Idée déjà présente dans Augustin (voir ci-contre). Jeanette en est une incarnation saisissante dans son humilité et sa discrétion extraordinaires.

La présence de la Prière pour un temps de calamité dans Sous la meule de Dieu, pourrait avoir le même inconvénient que les dissertations de l’abbé Le Hennin dans La Révolution mais les nombreux épisodes qui la précèdent —ou qui suivent— sauvent le partage que voulait l’auteur : « provoquer une méditation sur le sens de la souffrance et le minimum de mouvement que réclame une nouvelle. »
En revanche, L’Orage et Celle que la Grotte n’a pas guérie offrent une succession constante d’épisodes brefs qui se suivent selon une progression dramatique. Lebrec, comparant ces nouvelles avec celles de Prosper Mérimée, estime qu’il dégage les nouvelles de « la gangue » du roman mais fait de trop, longues analyses. De sorte que l’action se brise, cédant la place à la réflexion.
Sauf dans Celle que la Grotte n’a pas guérie. Pour Henry Bousquet La Luchézière, l'idée de cette nouvelle remonte à l'Ordre religieux que Largilier, DANS Augustin ou Le Maître est là imagine créer. Ses membres adopteraient « la vie de ceux qui ne savent pas utiliser leurs souffrances [...] ils seraient manœuvres, locataires de taudis, occupant les compartiments économiques [...] générateurs de souffrances. »
Henry Bousquet pense même que « C'est à cause d'eux que préludant aux Classes moyennes du Salut, Malègue a conté l'histoire de Celle que la grotte n'a pas guérie et de sa très pauvre amie Jeanette dans une langue précise et pure qui exprime l'ineffable,pour un témoigngage bouleversant d'humble, secrète et demesurée charité… »
Frédéric Gugelot voit dans cette idée de Largilier, la prémonition chez Malègue de ce que seront les prêtres ouvriers.
« Une autre originalité de Malègue consiste sur ce plan à ponctuer souvent les choses par la mort. Le récit se colore ainsi d'un pressentiment qui pourrait s'appeler la recherche du destin, la crainte en même temps que le désir de voir s’achever ce destin. »

### Style

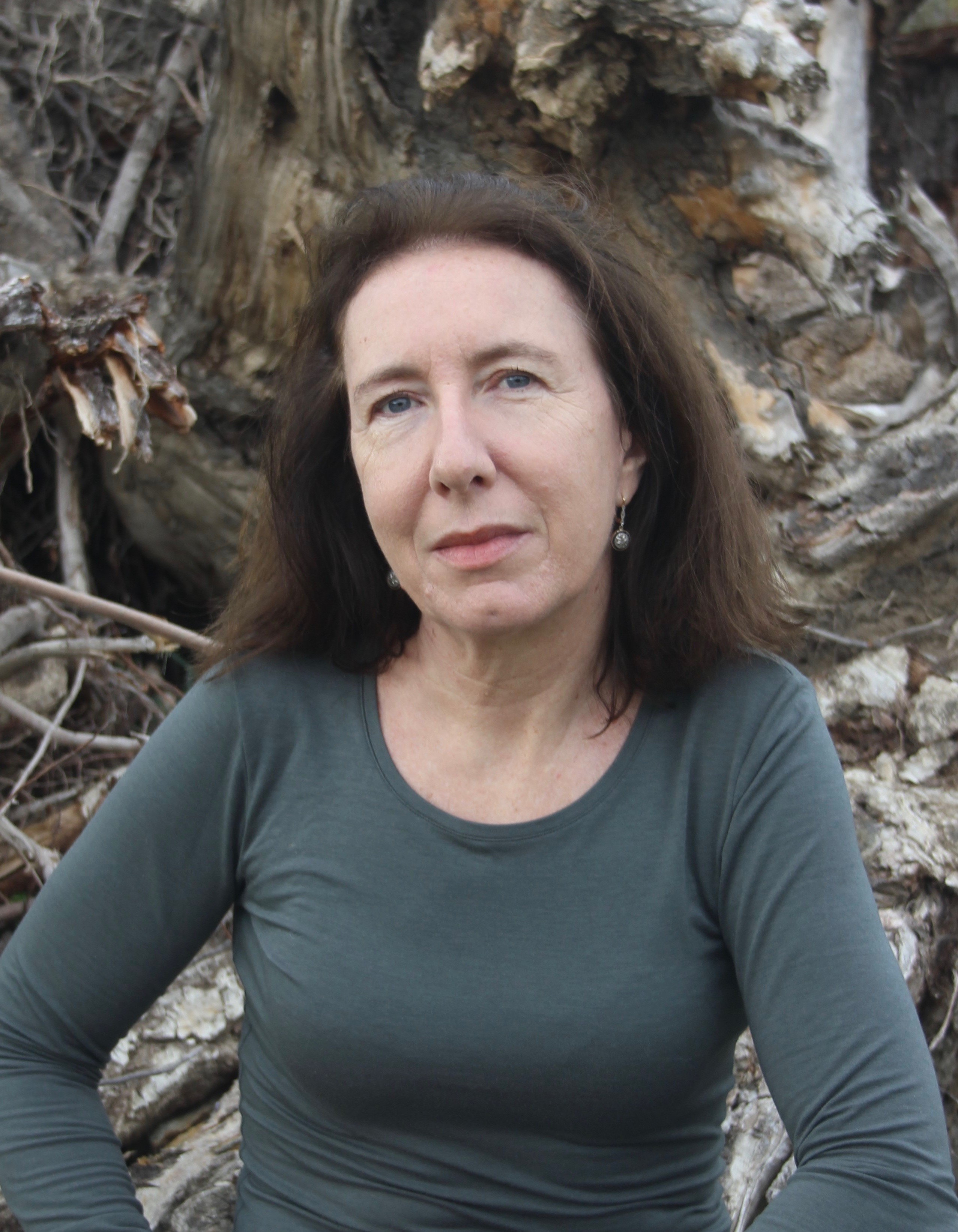
Anne Simon, chercheuse en littérature et spécialiste de Proust considère une série d'écrivains comme participant de la même sensibilité et pensée que les penseurs de la Phénoménologie.

Lebrec insiste sur le réalisme du style de Malègue dans les nouvelles comme dans cette description de L'Orage : « À ce moment, il y eut un éclair d'une longueur et d'une clarté effrayante. Toutes les feuilles du marronnier furent visibles et même la petite porte du jardin sur rue, sa serrure, un râteau resté sur la pelouse, et lui isolé dans cette lumière de mort, le dos courbé avec sa courte jaquette d'été. »
Fontaine remarque que Malègue écrit à une époque que la spécialiste de Proust Anne Simon juge marquée, « par un nouveau statut de la pensée et du rapport au monde, au vécu et au sujet », soit  Martin Heidegger, Jean-Paul Sartre, Maurice Merleau-Ponty. Ce rapport au monde, au vécu, au sujet, selon Anne Simon n’est pas propre aux philosophes et elle cite des écrivains comme « Proust, Claudel, Valéry, Colette ou Giraudoux [...] Hofmannsthal, Rilke ou Henry James ». Pour Fontaine, Malègue prend place parmi ces écrivains. Claudel l'a reconnu comme l’un des siens en lui écrivant qu'il est « « un de ces rares hommes qui savent sentir et chez qui la sensation est amplifiée par l’intelligence ».
Le réalisme dont Lebrec crédite Malègue se révèle dans la description de la maison de Noémi dans Celle que la Grotte n'a pas guérie ou lorsqu'il s'agit de donner une idée d'un hôtel Renaissance « après un bombardement aérien ou la main déjà en action d'un avocat , tandis que celui-ci dédaigne d'écouter la reconstitution du crime. »
Il en va de même des odeurs : celle du campement de la tribu d'Adam, celle de la prison improvisée de Feurs sous la Révolution, celle de la dépouille mortelle de la maman de Noémi.
Les portraits font preuve du même réalisme sobre comme celui d'Adam « creusé et cannelé, sculpté par l'extrême vieillesse. » Celui de la « fille des hommes » descendante de Caïn « Très grande, autant que les hommes les plus hauts de la horde, beaucoup plus mince, balancée comme une longue liane. »
Dans L’Orage « Un discret emploi de la couleur concourt, avec réalisme, à donner du relief aux évocations […] celle-ci crée une atmosphère d’intimité entre deux amis à un balcon. » : « Il n’y avait pas d’étoiles ; le vent du midi envoyait de longues bouffées chaudes. Des éclairs de chaleur illuminaient de temps à autre le ciel épais du Levant. »
Il arrive même que des images servent « à exprimer des abstractions de la vie spirituelle. ». Il en va ainsi de Noémi lorsqu'elle n’a pas encore été à même de donner un sens à ses souffrances : « De grandes pierres à bâtir, toutes taillées, reposaient sur le chantier de son âme. Mais elles n’étaient pas éclatées et elle ne les avait pas vues. Elle butait dedans faute, précisément, de cette lanterne paisible qu’on maintient la nuit sur les chantiers. »
Lebrec regrette par contre une certaine prolixité de Malègue qui l'« éloigne de conter vivement et directement. » C’est le cas pour lui de La Révolution mais pas de Celle que la Grotte n’a pas bénie. Si par exemple le dialogue est « très naturel, » dans L’Orage, s’il faut saluer la « célérité des réparties, » dans La Pauvreté, la « vivacité des dialogues, » dans La Mort d’Adam, il faut à nouveau selon Lebrec regretter la prolixité de La Révolution. En revanche dans Celle que la Grotte n’a pas guérie l’omission du dialogue« s’explique par le fait que c’est le témoin d’une vie qui raconte, » et le refus de la prolixité compense la perte de vivacité du fait du dialogue absent.

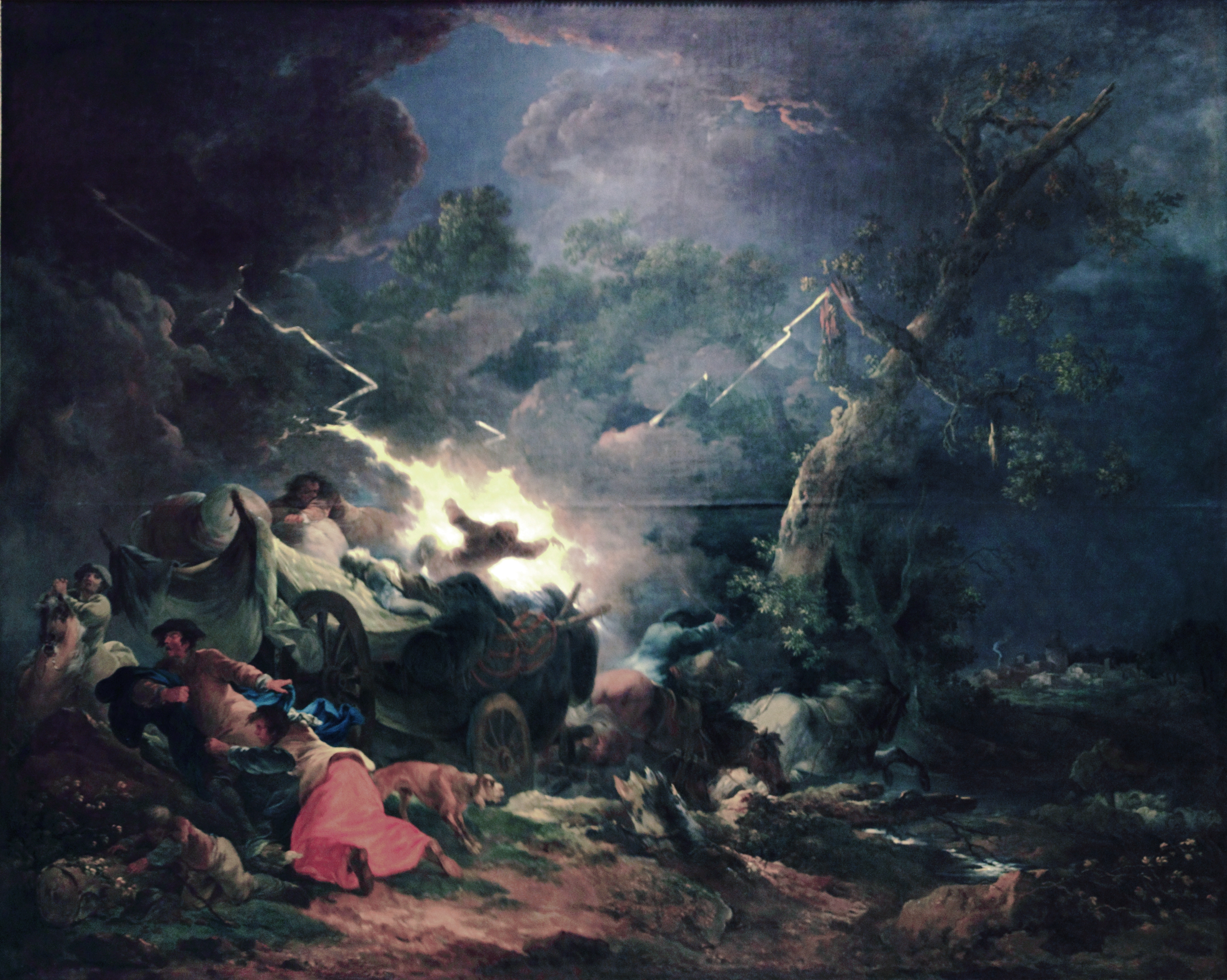
Francesco Casanova (1727-1803 « Paysans surpris par un orage »(1776). Comme dans L'Orage, le blanc vu ici est: « une clarté affreuse et brutale, sans dessin, sans nuance, un blanc violent.»

Le critique de Malègue regrette aussi des obscurités, un vocabulaire amphigourique dans les passages où la réflexion domine mais aussi dans des descriptions comme celle de la barbe du procureur dans Rêverie autour de la peine de mort, « pinceau de poils conventionnellement méphistophélique. ». Il aime par contre dans Notes d’urbanisme moral l’expression : une « vieille petite ville ridée. » Ou encore : la « fraîcheur râpeuse, cette lumière gris-bleu, cette chaleur brusque et cette fine lassitude des premières semaines d'avril. »
Dans L'Orage qu'elle a par ailleurs traduit en polonais dans la revue littéraire Nowi Napis. Zofia Litwinowicz estime qu'il y a une insistance sur la lumière et la blancheur : « comme la lumière blanche comporte en soi toutes les couleurs, le blanc n’est pas l’absence de couleurs, mais la totalité des couleurs. Cette convergence est visible avant tout dans L’Orage, première nouvelle de Malègue, publiée en 1903.» L'histoire de la nouvelle, comme dit plus haut, est le récit d' une composition de texte (comme dans Du côté de chez Swann).L'un des personnages de la nouvelle a recueilli ce que le poète a écrit face aux éclairs (avant de mourir foudroyé). Zofia Litwinowicz souligne que dans cette poésie en prose : « le motif de la blancheur y est récurrent. L’image de la lumière est véhiculée par les métaphores de la « cicatrice incandescente qui coutura le ciel », d’« un effrayant soleil », de la « fête galante », de « l’Orient soudain blanchâtre », d’« une clarté affreuse et brutale », du « zénith », des « flammes », des « clairs rubis » et d’« un rouge de braise5 »... »

## Thèmes
Résumant le sens de toute l’œuvre de Malègue William Marceau part de L’Orage où il voit que se « révèle la vocation d’un romancier futur [avec] un des personnages qui écrit sur une feuille de papier les aspirations d’une âme qui recherche l’absolu. »

### Mort et sainteté

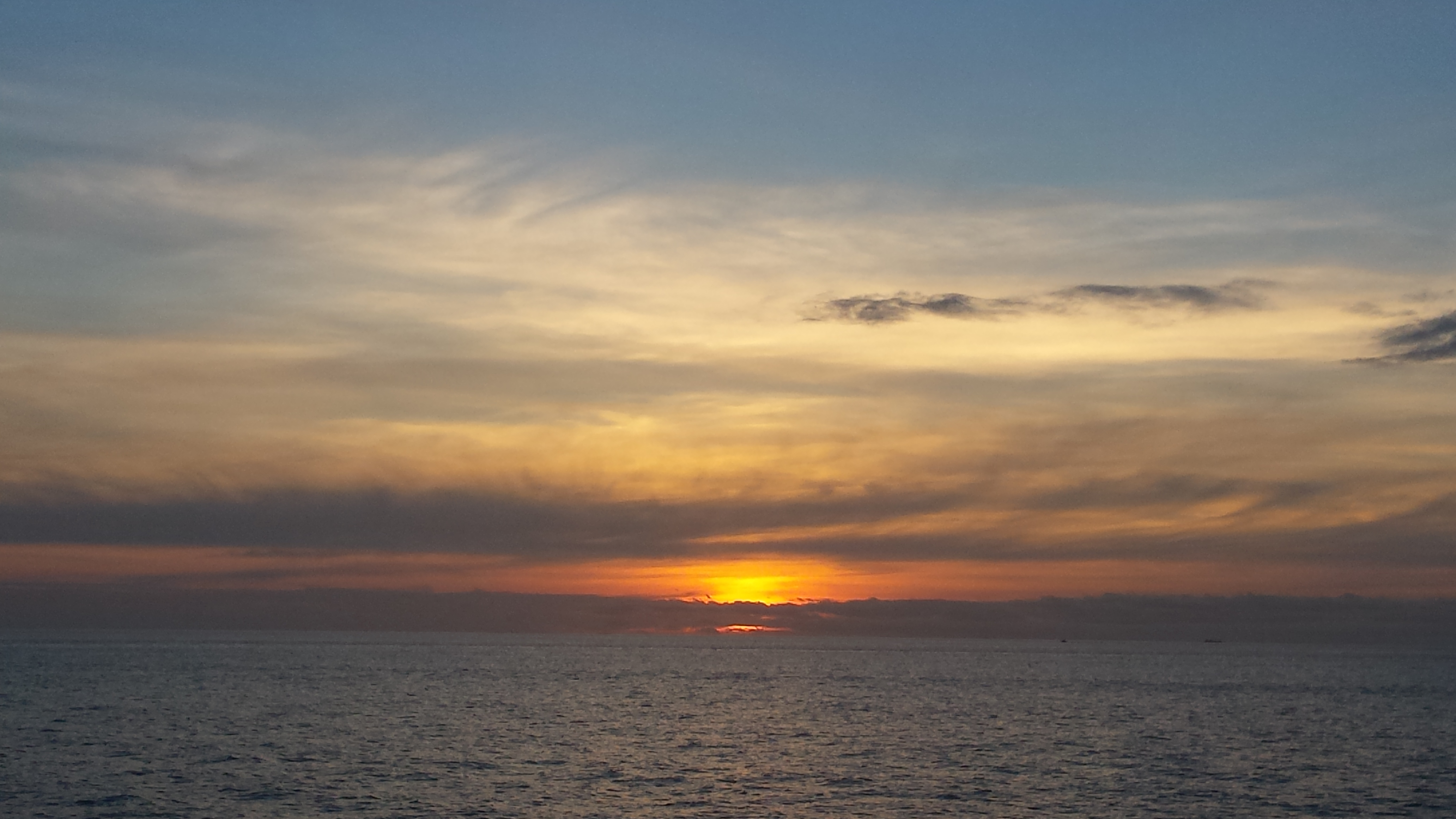
Coucher de soleil en Nouvelle-Calédonie. Les lèvres ouvertes du soir qui boit toute la lumière et l’espace vide après le coucher du soleil, laissant sur le ciel les couleurs de cuivre et de mauve.

Lebrec pense que ce thème de la quête de l'absolu chez Malègue est lié à celui de la mort. Elle est présente dans L’Orage et dans toutes les nouvelles. Dans La Mort d’Adam, elle apparaît aux yeux du personnage éponyme comme « l’échéance fatale d’un prêt consenti par Yahweh », ainsi que le rappelle Lebrec, citant la nouvelle.
La mort joue un « rôle d’illumination purificatrice », pense Lebrec. Il y a de l’invraisemblable dans chaque mort, poursuit-il citant Augustin ou Le Maître est là. C’est le seul évènement de la vie qui peut entraîner toutes les âmes des classes moyennes du Salut, les chrétiens médiocres, à rencontrer Dieu et à se donner à lui sans retour. Dans  La Révolution , nouvelle insérée dans Pierres noires : Les Classes moyennes du Salut, le Père Le Hennin suppose que les êtres humains rencontrent Dieu dans « ces rares minutes de silence intérieur que beaucoup de connaîtront jamais, plus facilement peut-être quand tout s’apaise autour d’eux, les derniers moments de leur conscience, ce calme qui précède la mort. ».
En cela, le prêtre s’éloigne de Durkheim qui voit le spirituel comme la fusion des psychismes individuels en une entité puissante, non métaphysique, la société. Et rejoint Bergson pour qui le spirituel est à « son plus haut de degré chez certains individus, les saints et les héros ».
Ces convictions de Malègue naissent « de l’exploration expérimentale que l’on peut faire de l’âme des saints devant leur mort . » Lebrec ajoute à cela que Malègue l’a bien vu avant que Bergson dans Les Deux Sources de la morale et de la religion, ne donne un prestige philosophique indéniable à cette « quête de Dieu dans l’âme des mystiques. »
Dans ses carnets inédits aux archives Malègue de l’Institut catholique de Paris l’écrivain, selon Zofia Litwinowicz, parle de la « poésie du soir », évoquant les « lèvres noires du crépuscule » et « des chariots suspendus à rien, placés entre [...] les bandes de ce grand soir de cuivre et de mauve ». »

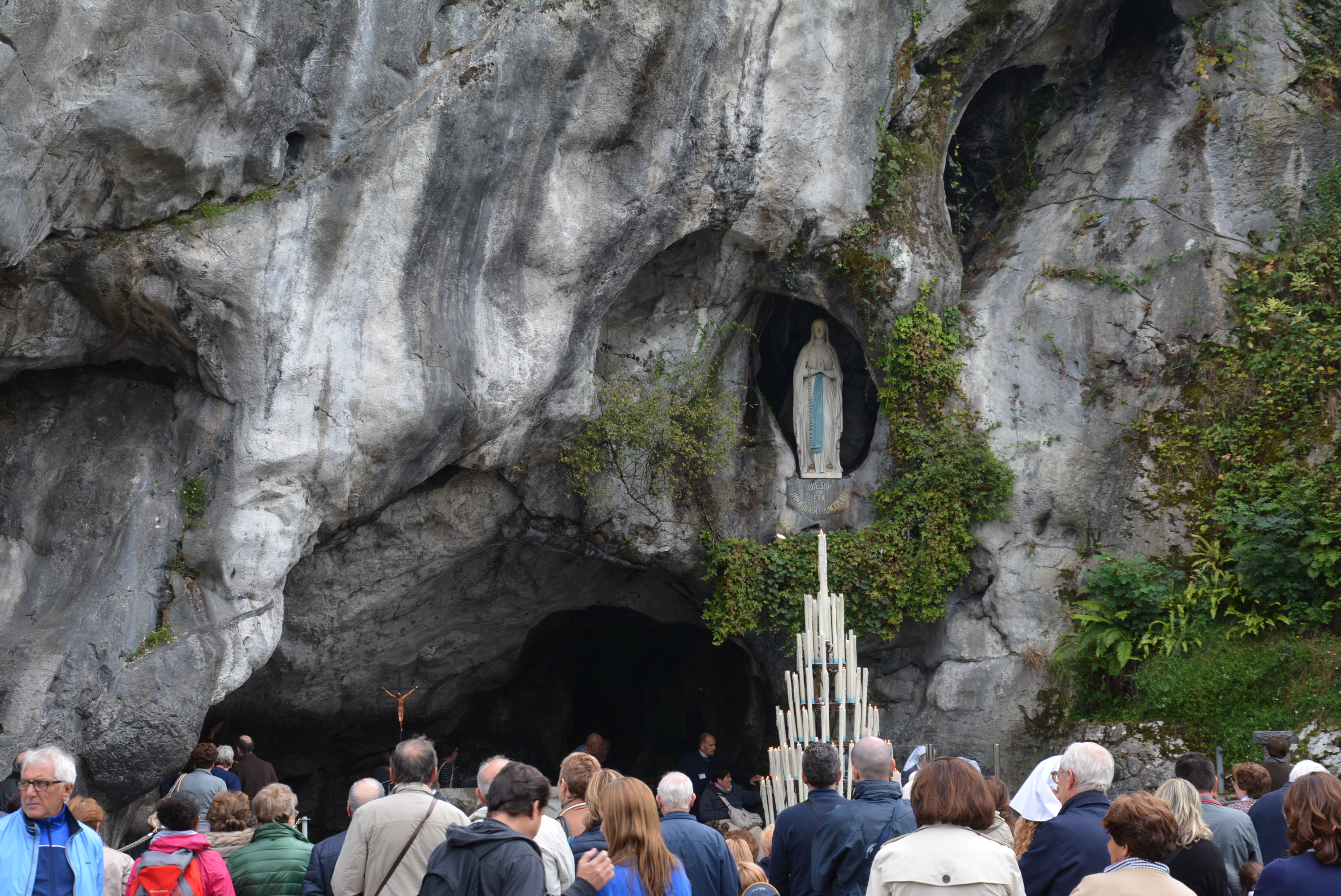
Celle que la grotte n'a pas guérie.

Elle juge que « « l’âme écrasante de l’espace » domine l’image poétique à travers la métaphore des lèvres ouvertes du soir qui boit toute la lumière et l’espace vide après le coucher du soleil, laissant sur le ciel les couleurs de cuivre et de mauve, de sorte que des chariots sont « suspendus à rien ». » Elle constate qu’à la fin de L’Orage, le poète décrit face aux éclairs, juste avant d'être foudroyé, le même coloris de mauve et d’or dans la profondeur du temps et de l’espace : « entre les nues soudain mauves, une cicatrice incandescente […] coutura le ciel. […] d’un seul coup, se tendit une feuille d’or. Derrière sa minceur, l’espace s’approfondit […]. » De sorte que sensations, couleurs, lumières éblouissantes, images poétiques ne sont plus que « minceur devant le temps et l’espace qui s’approfondissent. Malègue, dans toute sa sensibiité « impressionniste » aux couleurs, aux synesthésies, aux impressions et aux sensations, sait dépasser les limites de la littérature impressionniste et s’ouvre à l’éternel. »

### Vision maléguienne de la société
Malègue, nous dit Lebrec, s’intéresse surtout à « ces classes compactes pour qui, par faiblesse ou par vanité, l’immédiate prospérité matérielle compte plus que l’amour de Dieu et les voies du Salut. » Ceux que Charles Mœller appelle « le gros de l’humanité » Il s’agit là d’une société « où le mal s’étale en sa moyenne naturelle » et où ceux qui en souffrent ne peuvent en être sauvés que par le passage d’un saint, la souffrance ou la mort. C’est dans La Révolution que cette vision se développe le mieux à l’intérieur de la trilogie Pierres noires.
L’emprise de la société sur ce « gros de l'humanité » est telle qu’il ne s’en libère pas aisément d’autant que Dieu respecte le déterminisme social ce qui explique l’engluement de tous dans la médiocrité. Malgré le grand laps de temps entre sa première publication (L’Orage en 1903) et la dernière de son vivant (Sous la meule de Dieu en 1940), malgré la diversité des procédés narratifs, on se trouve toujours dans une situation où les êtres sont entraînés « vers le bas : » tels sont les étudiants riches dans La Pauvreté (1912) par rapport à Michel et à son ami polonais, René Tolknine ; l’avocat triomphant dans Rêverie autour de la peine de mort (1934) ; le bâtonnier de Sous la meule de Dieu (1940). Partout on ne vit que pour le succès dans le temporel.
Et c’est même le cas des deux jeunes gens parlant de la mort de leur vieil ami dans L'Orage selon Lebrec qui pense qu’ils sont « enfermés dans un conformisme dicté par les bienséances et qui leur interdit de comprendre le geste fou du vieil homme, leur ami ». Ce vieil homme ne semble apparemment pas un saint, mais « il aspire à une évasion hors de la banalité des jours. » Malègue n’explicite pas les motivations de son personnage, mais notre connaissance des récits ultérieurs nous permet de mieux entrer dans celles-ci ou de les éclairer d’un jour neuf
Moeller souligne dans son commentaire de Pierres noires ce qui frappe Jean-Paul Vaton dans ses souvenirs : la « forme collective, encadrée, que tendent à prendre ce que nous croyons les transmissions morales les plus personnelles et les plus intimes » Pour Zofia Litwinowicz, c'est une remaarque typique de Durkheim pour qui « l'être humain y compris dans sa spiritualité fait partie du social] », et Brigitte Sitbon-Peillon pense que pour Durkheim « les faits éthico-re;igieux », n'existent que dans le « collectif. »

### Souffrance rédemptrice et communion des saints

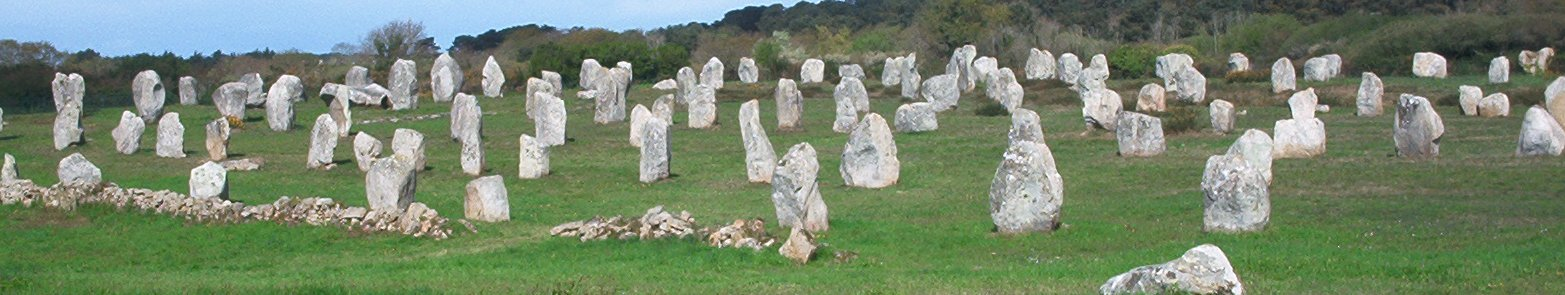
Une partie des alignements du Ménec.

Ce thème est introduit longuement par Lebrec par des considérations théologiques. Il rapproche ensuite Joseph de Maistre de Malègue bien qu’il reconnaisse qu’il n’ait pas de preuves de l’influence du premier sur le second. Il note cependant que les discussions sur le caractère rédempteur de la souffrance, à la manière de cet auteur, occupent l’essentiel des conversations entre l’abbé Le Hennin et son cousin juriste dans la prison improvisée à Feurs dans La Révolution.
Il s’agit de la réversibilité des peines, mais aussi (présente également chez J. de Maistre), de celle des mérites, la communion des saints. Pour Lebrec, dans les situations des nouvelles « l’intervention d’un saint joue bien des fois un rôle déterminant. C’est là une perspective proprement maléguienne, où l’originalité de l’auteur s’affirme, même à l’égard de Joseph de Maistre. Certes, celui-ci accorda une place importante dans sa vision du monde à la réversibilité des mérites, par quoi les souffrances de l’innocent peuvent se reporter au profit des coupables. Par cette communion des saints, le juste paie merveilleusement pour le coupable. Toutefois Malègue tient à présenter concrètement l’apport d’un saint, quand il fait en sorte que la destinée de ce dernier se croise un instant avec celle des héros des nouvelles à l’heure de la souffrance. »
« Dans le même temps où notre auteur composait ses récits », ajoute le critique, « Bergson faisait reposer sur l'action des saints la permanence de d'une morale ouverte dans la société. »
C’est le cas de Michel lorsqu’il rencontre René Tolknine dans La Pauvreté. Si l’abbé Le Hennin s’explique tant dans La Révolution c’est parce que sa parole est sollicitée dans la mesure où elle est l'« expression d’une expérience vécue. » Si Noémi trouve un sens à ses souffrances dans Celle que la Grotte n’a pas guérie, c’est parce qu’un prêtre en donne la formule avec la chaleur d’une conviction intime liée à « une expérience douloureuse. ». Si le bâtonnier de Sous la meule de Dieu, est « porté à l'acceptation, », c’est à cause de la mort en saint de son fils.
Malègue avait un projet de nouvelle que Lebrec résume de la même façon dans ses deux ouvrages sur Malègue (insistant pareillement sur le projet de l’insérer dans Pierres noires) : il « aurait présenté l'étrange solidarité mystique qui unit les privilégiés de la sainteté aux tièdes et à tous les enlisés dans les sollicitations terrestres, en insérant dans son récit [‘’Pierres noires’’] une autre nouvelle [...] Un moine de l'une des deux abbayes bretonnes voisines des alignements préhistoriques de Carnac se serait attardé dans la lande et, là, il aurait été éprouvé dans sa foi sur le rayonnement du Saint par excellence, le Christ, eu égard à tant de civilisations qui le précédèrent. La réponse lui aurait été mystérieusement apportée. » Celle des mystères chrétiens comme l'Incarnation qui « transcende le temps. »
Il appelle cette solidarité dans le schéma de cette nouvelle qui n’a pas été véritablement rédigée « la loi des classes moyennes de la sainteté. » Charles Moeller (repris tel quel par William Marceau, mais qui ne cite pas sa source), estime d’entrée de jeu que ce salut aurait été, pour les personnages de Pierres noires, le fait de Félicien, « le saint qui sauve, de sa lumière et de son amour, les âmes médiocres dont il était entouré, » jouant « en plus simple et plus universel, le rôle de Largilier pour Augustin dans le roman de 1933. » Son martyre eût fait de lui « une force, une lumière, une rédemption. » L'abbé le Hennin disait aussi des « conditions de commerce et de vie domesstique » des terres de mission avec « les intérêts d’argent » qui leur sont liés, qu'elles « fortifient les cultes idolâtriques d’une sorte de ciment indestructible. », ciment païen qu'on peut juger identique à celui du Peyrenère catholique. Seul « par l’héroïsme de sa mort » (en martyr) peut inciter à embrasser une religion « où le culte du vrai Dieu cette fois se trouve inclus.» Mais rien ne garantit par la suite l'authenticité de ce « culte du vrai Dieu ». De sorte qu'il y a une similitude entre le Peyrenère des classes moyennes du Salut et les terres de mission « qui donne au martyre de Félicien en Chine le même sens qu’en France. »

## Textes de nouvelles de Joseph Malègue en ligne
- L'Orage (en ligne)
- Celle que la grotte n'a pas guérie (en ligne)
- La Mort d'Adam (en ligne)

## Traductions
- L'Orage traduit en polonais Burza par Zofia Litwinowicz-Krutnik, dans Nowi Napis, no 14, 2022, p. 325-329

- La Révolution traduit en polonais Rewolucja par Urszula Dąmbska-Prokop et Jan Prokop, Cracovie, Avalon, 2020.Rewolucja consulté le 12 mai 2023.

- Sous la meule de Dieu traduit en allemand : Die Heimsuchung [berechtigte Übertragung und Nachwort von Hans Grossrieder] /1948 . Selon Jean, Lebrec Hene Grossrieder publie cette nouvelle aux éditions Librairie Saint-Paul, Fribourg, 1948.